# Honda Accord 10
Honda Accord 10 (заводський індекс CV1/CV2/CV3) — десяте покоління Honda Accord.

## Опис

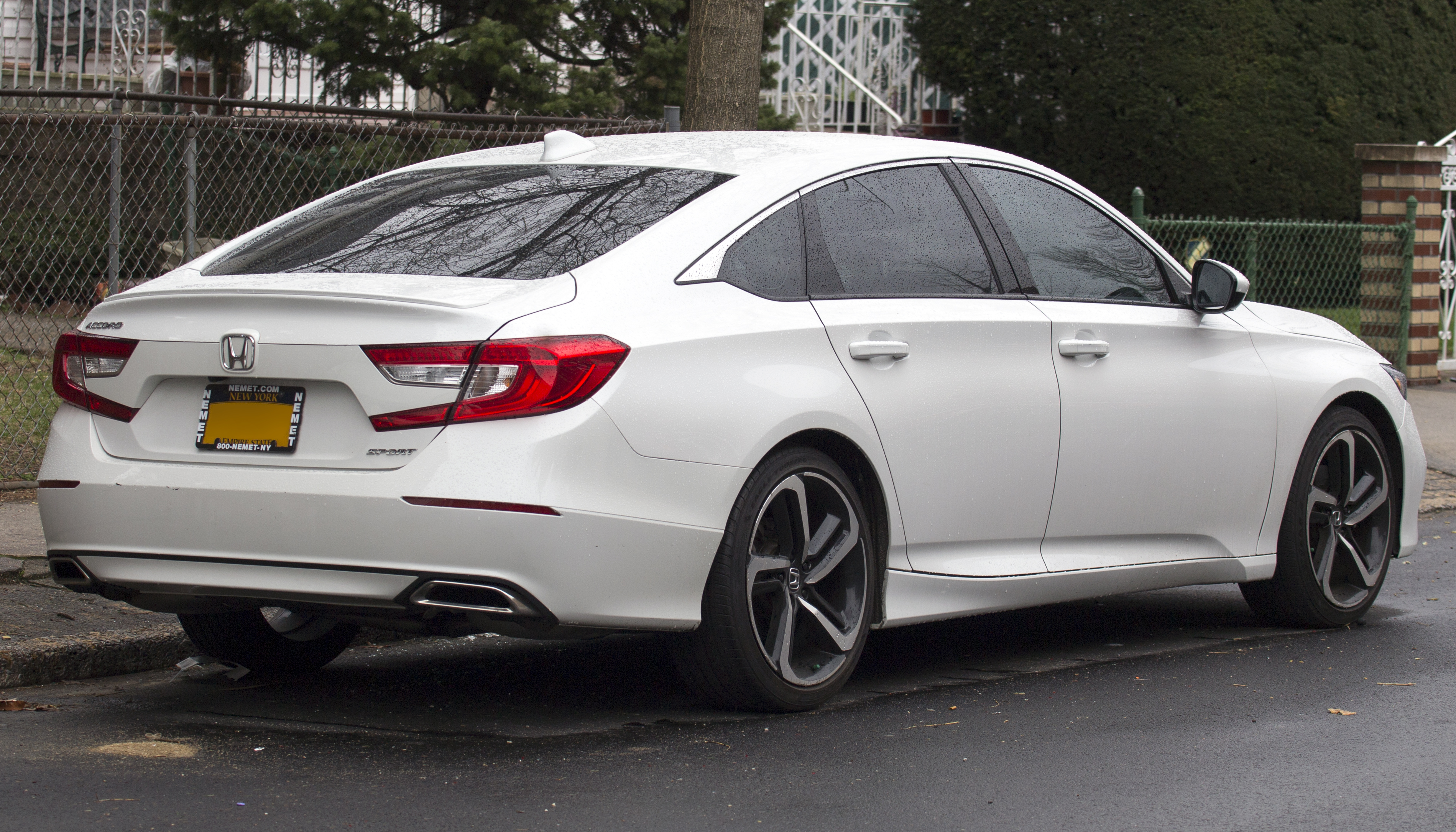
Honda Accord 10

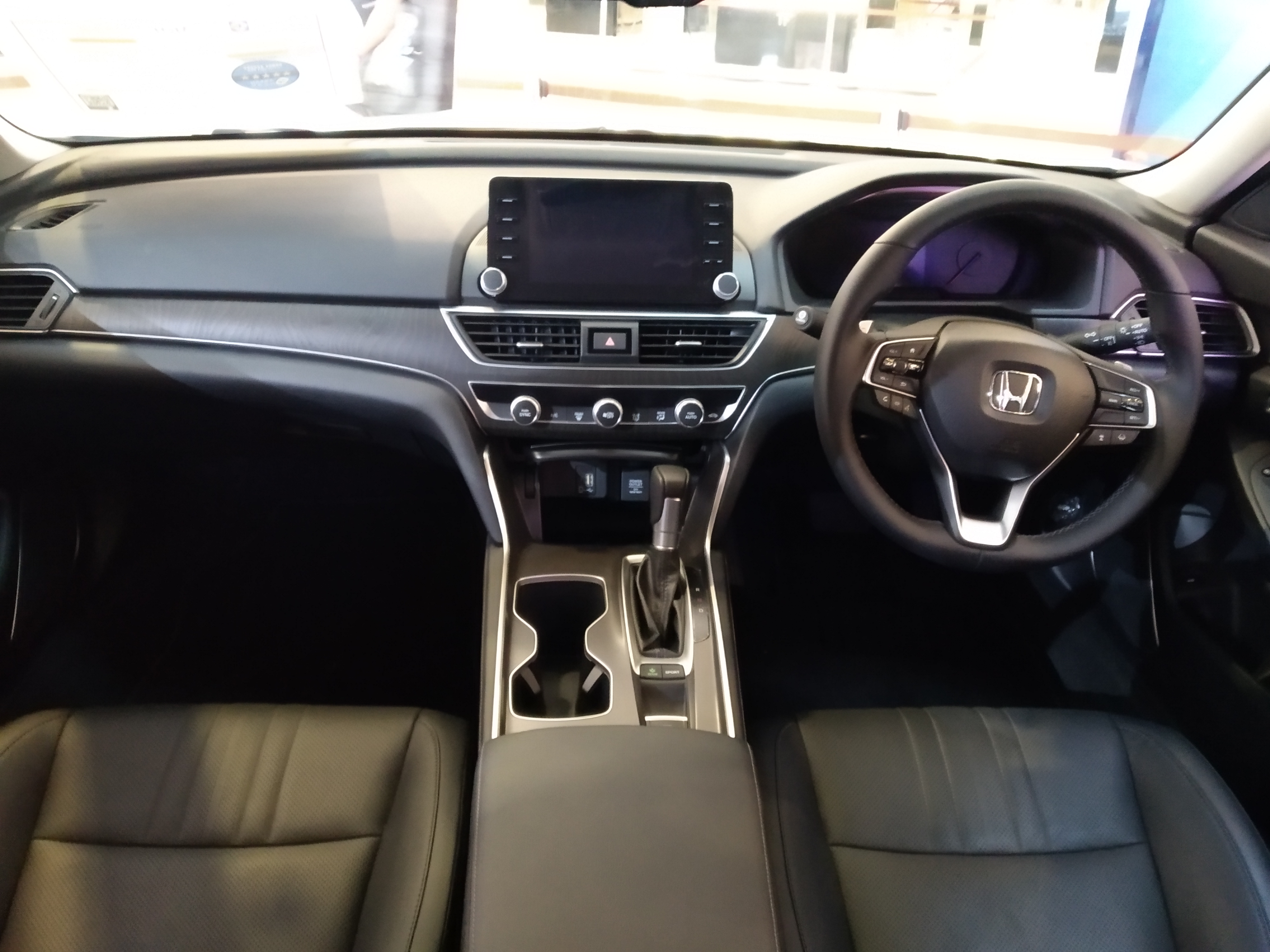

14 липня 2017 року Honda представила десяте покоління 4-дверного седана Accord (CV). Виробництво почалося 18 вересня 2017 року, а продажі почалися в жовтні 2017 року як модель 2018 року.
Побудований Accord на модульній платформі, яка лягла в основу останніх моделей Civic і CR-V. Схема підвісок така ж, як і в попередній моделі, але в передніх стійках McPherson застосовуються нові L-подібні важелі й усе це монтується на іншому алюмінієвому підрамнику. Задня багатоважільна підвіска стала компактнішою, її підрамник кріпиться до кузова через втулки, заповнені рідиною.
Автомобіль оснащений стандартним для всіх моделей 1,5-літровим турбонаддувом L15BE або 2.0 літровим турбодвигуном K20C4,  пізніше представлять версію Hybrid. Виробництва моделі Coupe та двигуна V6 в цьому поколінні не буде.
При створенні моделі особлива увага приділялася тиші в салоні. З'явилися додаткові шумоізоляційні матеріали на підлозі, в крилах і під капотом. Менше шуму повинно проникати через лобове та бокові передні стекла. Плюс в салоні встановлена система активного шумозаглушення з трьома мікрофонами.
З чистого аркуша інженери розробили і конструкцію кузова. На даний момент Accord — чемпіон серед масових моделей Honda за кількістю надміцних сортів сталі. Таких у седана 29 % (замість 17,2 % раніше). А всього на сталі з межею міцності на розрив понад 440 МПа доводиться 54,2 %. В результаті жорсткість кузова на кручення і на вигин збільшилася на 32 і 24 % відповідно. Споряджена маса автомобіля, навпаки, знизилася — на 50-80 кг. Модель важить від 1438 до 1610 кг в залежності від двигуна, коробки передач і оснащення.
Список оснащення багатий: є сидіння з шкіряною обробкою, електрорегулюванням, підігрівом і вентиляцією, проєкція на лобове скло, мультимедійний комплекс з навігацією, підтримкою Bluetooth і вбудованим 4G Wi-Fi-роутером. Також доступні аудіосистеми потужністю від 160 до 450 Вт (від чотирьох до десяти динаміків).
Моделі 2020 постачаються з трьома роками або 57.936 км пробігу базової гарантії та п'ятьма роками або 80.467 км пробігу гарантії на силовий агрегат. За результатами краш-тестів Honda Accord 2020 отримав 5 з 5 зірок від «Національного управління безпекою руху на трасах» США. У базу автомобіля увійшли камера заднього виду, автоматичне дальнє світло і набір «Honda Sensing» з попередженням про можливе зіткнення, автоматичним екстреним гальмування, адаптивним круїз-контролем, допомогою руху по смузі, попередженням про виїзд за межі смуги руху, функцією розпізнавання дорожніх знаків і системою попередження виїзду за межі дороги. Моніторинг сліпих зон, попередження про перехресний рух позаду, передні/задні сенсори паркування і проєкційна приладова панель на вітровому склі доступні окремо.

### Оновлення 2021 року

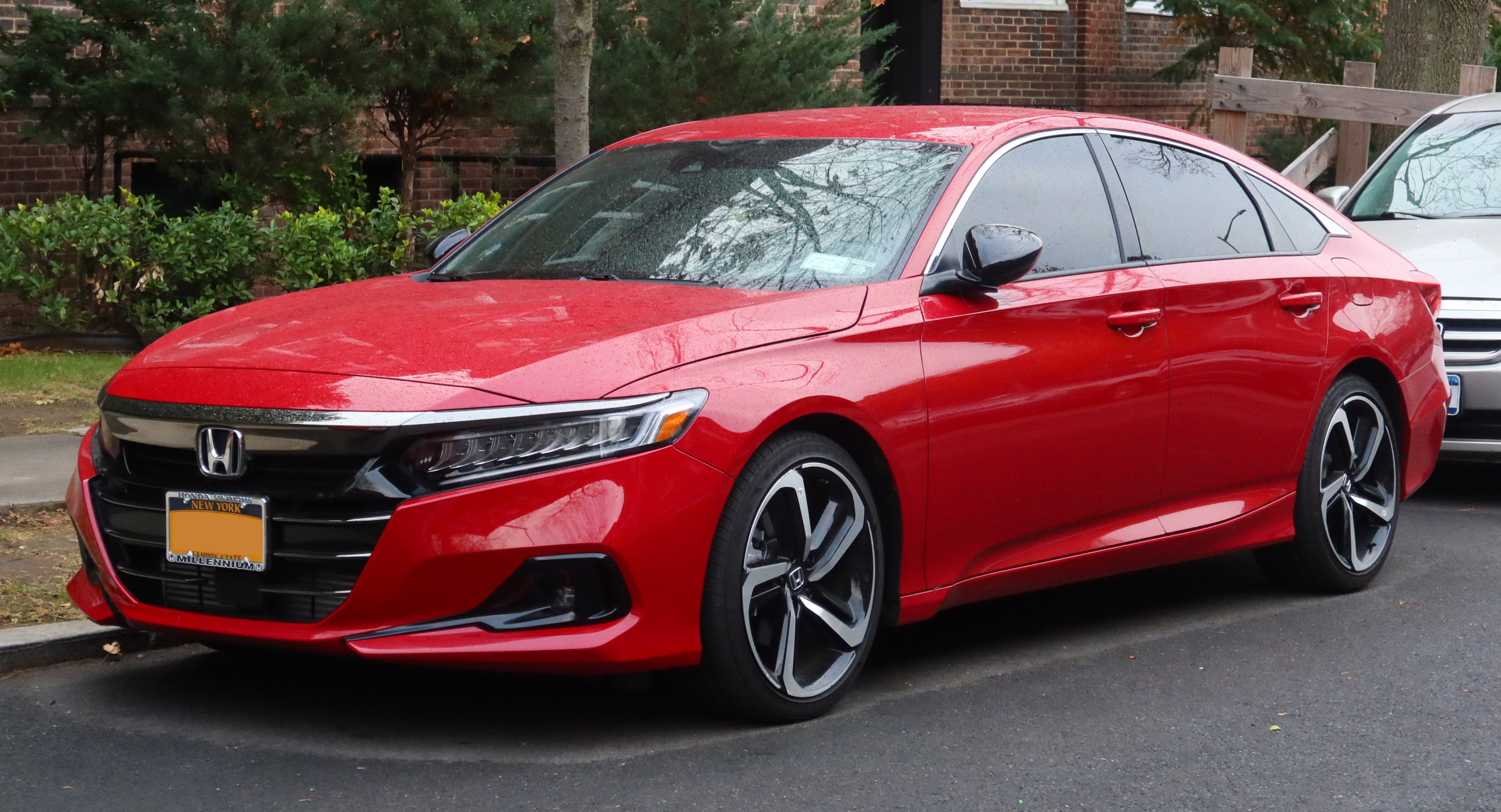
Honda Accord 10

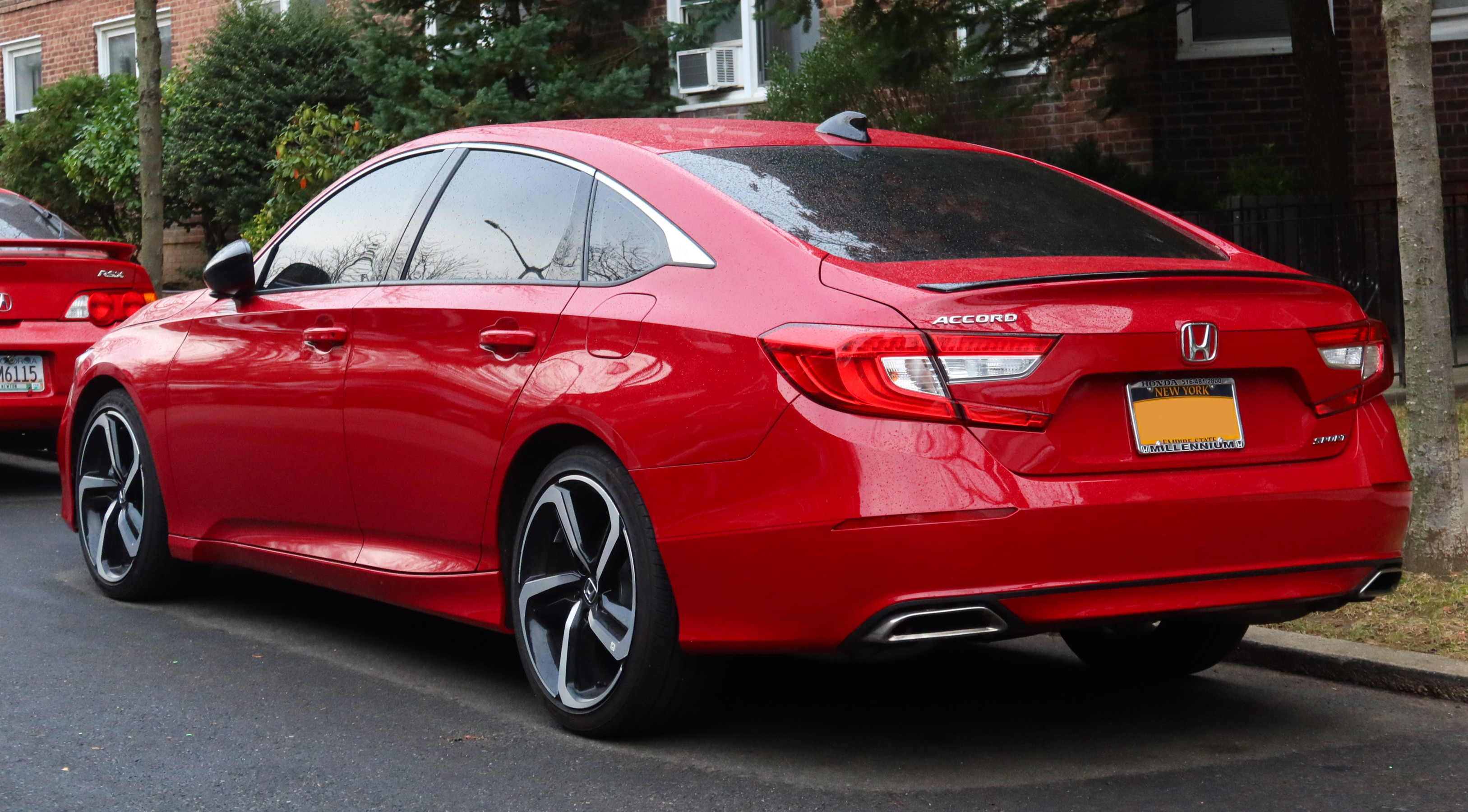
Honda Accord 10

У жовтні 2020 року Honda представила оновлення для актуальної генерації.
«Акорд» отримав ширшу радіаторну решітку. У комплектаціях Sport й вище (в гібридних версіях — EX й вище) з'явилися поліпшені світлодіодні фари, які світять далі й ширше. У всіх машин змінився дизайн противотуманок.
Мультимедіа з восьмидюймовим тачскріном і підтримкою Android Auto і Apple CarPlay тепер входить в базове оснащення, в старших версіях вона підтримує бездротову інтеграцію смартфонів. Розташування передніх USB-портів змінили заради зручнішого доступу й додали два задніх слота в багаті комплектації.
З 2021 року Honda Accord недоступний з механічною коробкою переключення передач. Всі стандартні комплектації седана поставляються з варіатором або опціональним 10-ступеневим автоматом.

## Двигуни
- 1,5 л L15BE i-VTEC I4 195 к.с. 260 Нм (CV1)
- 1,5 л L15BG i-VTEC I4 190 к.с. 243 Нм (CV1)
- 2.0 л K20C4 i-VTEC I4 255 к.с. 370 Нм (CV2)
- 2.0 л i-VTEC I4 PGM-Fi DOHC + 2 електродвигуни (Accord Hybrid) 215 к.с. 315 Нм (CV3)